# Marcel z Paříže

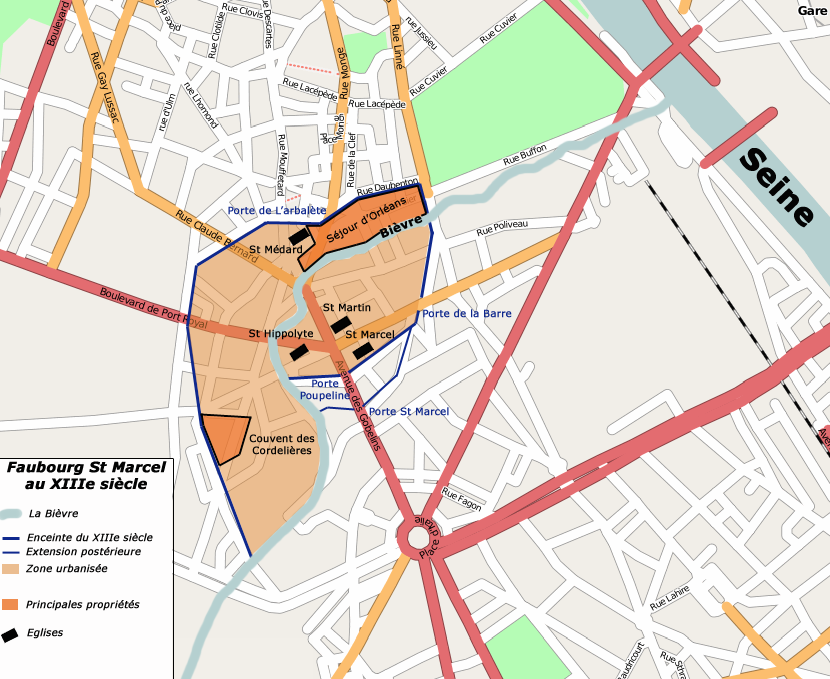
Lokace předměstí sv. Marcela ve 13. století

Svatý Marcel z Paříže (francouzsky Saint Marcel, nar. v Paříži, zemřel 1. listopadu 436 (?) tamtéž) je francouzský světec, který je uznáván jako jeden ze čtyř patronů města Paříže. Svatý Marcel byl devátým pařížským biskupem. Dle Římského martyrologia připadá jeho oficiální svátek na 1. listopad. Jelikož se tento den slaví svátek Všech svatých, na který navazuje Vzpomínka na všechny věrné zemřelé, připomíná se ve Francii až 3. listopadu.

## Život a legenda
Marcel se narodil v Paříži, ale datum jeho narození není známo. Pravděpodobně jej vysvětil na kněze biskup Prudentius, který zastával úřad v roce 417 a po kterém Marcel nastoupil do úřadu.
Podle legendy, kterou v 6. století na žádost sv. Germana (Heřmana) z Paříže (496-576) sepsal Venantius Fortunatus (530-609), Marcel zastával svůj úřad s oddaností, obracel hříšníky, poučoval nevědomé a věnoval se ošetřování nemocných.

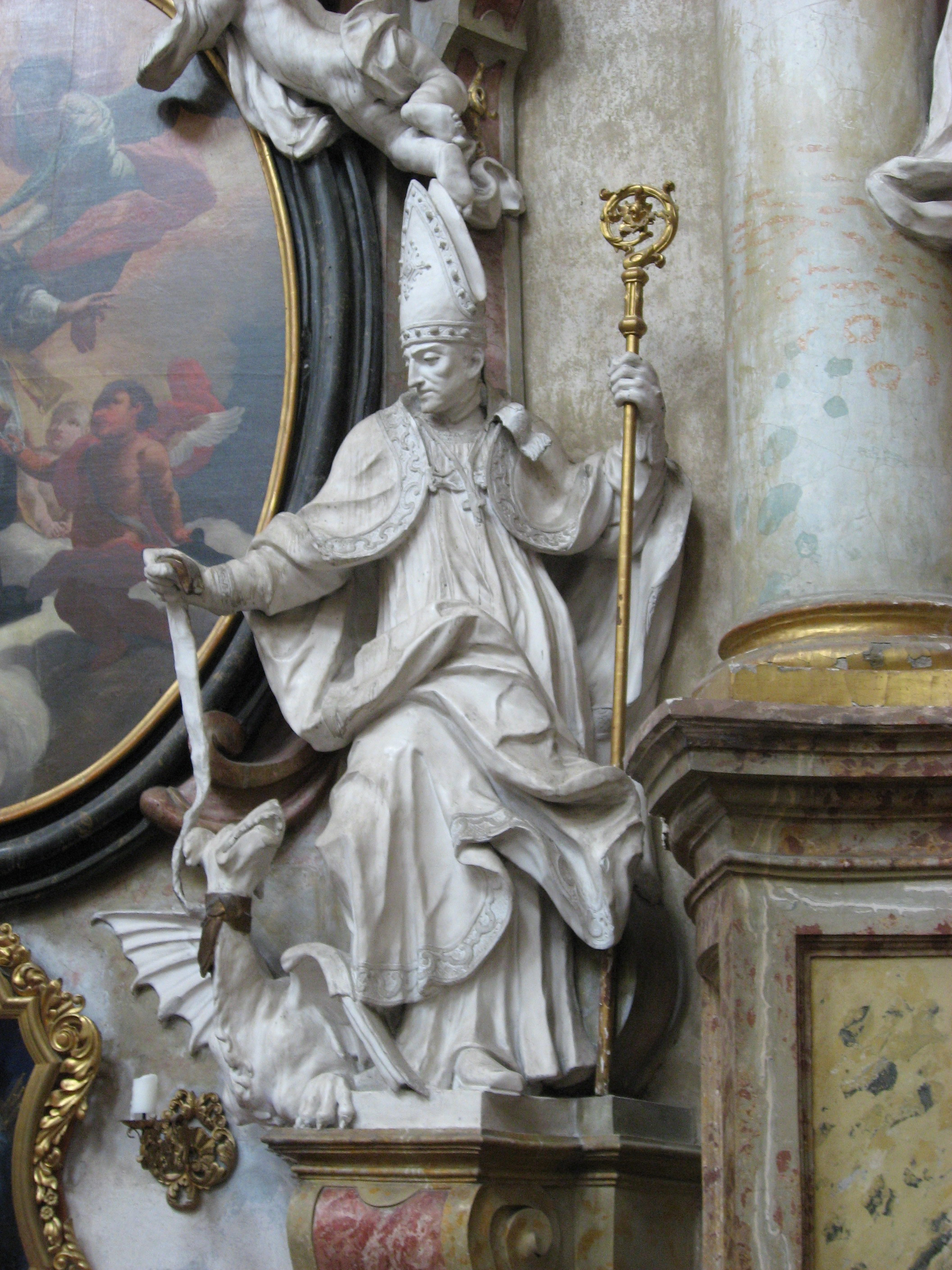
Svatý Prokop. Socha v benediktinském opatství sv. Petra a Pavla v Rajhradě.

Marcel zemřel v Paříži, přesné datum není známo. Různé prameny kladou úmrtí na počátek 5. století, 1. listopadu 436 nebo do období kolem roku 430. Byl pohřben na hřbitově ležícím mimo obydlenou oblast jižně od města. Nad jeho hrobem byla v 5. století nebo na začátku 6. století vybudována kaple Saint-Marcel, nejstarší písemně doložený křesťanský svatostánek v Paříži („senior ecclesia in vico Parisiorum“, Řehoř z Tours). Od něj se později odvodil název zdejšího předměstí - Faubourg Saint-Marcel.
Císař Karel IV. získal část ostatků sv. Marcela a v roce 1368 daroval tyto ostatky katedrále svatého Víta v Praze.

## Zázraky
Svatá legenda mu přičítá četné zázraky. Marcel se měl dotknout žhavého železa neporušenou rukou a měl proměnit vodu ze Seiny ve víno. Nejznámější z jeho skutků je však zkrocení draka. Na hřbitově v jižním předměstí v hrobu cizoložnice žil drak, který terorizoval obyvatelstvo. Marcel shromáždil lid a šel v jeho čele na hřbitov. Nebojácně přistoupil k drakovi a udeřil jej třikrát po hlavě svou berlou. Ten sklonil uctivě hlavu a Marcel mu uvázal kolem krku šálu. Vyvedl ho ven a nařídil mu, aby odešel do pouště nebo do moře. Od té doby draka nikdo neviděl.
Jsou zaznamenané též zázraky nad jeho hrobem; ten se stal brzy cílem poutníků z Paříže a okolí, kteří hledali pomoc při uzdravení.

## Ikonografie
Marcel bývá zobrazován s berlou a drakem. V Paříži se jeho socha nachází na prostředním pilíři jižního portálu hlavního průčelí katedrály Notre-Dame. Je zobrazen ve chvíli, kdy Marcel zaráží svou berlu do tlamy draka, který se plazí z hrobu cizoložnice. Další sochy nad ním znázorňují další výjevy z jeho života.